# Японський окупаційний рубль
Японський окупаційний рубль (карбованець імператорського японського уряду) - грошові знаки, які планувалися до випуску в обіг на територіях СРСР, які передбачалося окупувати під час Другої світової війни.
У 1938 році, використовуючи досвід випуску окупаційних грошей у період Російсько-японської, Першої світової воєн і Сибірської експедиції, Японія почала випуск на окупованих територіях Китаю окупаційної валюти - військової єни. З розширенням зони японської окупації, в 1942-1945 роках, випускалися й інші окупаційні валюти: рупії (бірманська і Нідерландської Індії), гульден, долар, фунт, песо.
Для випуску на східних теренах СРСР, який повинен був відбутися у випадку їх окупації, Міністерством фінансів Японії були розроблені і виготовлені спеціальні грошові знаки номіналом 10 і 50 копійок, 1 і 5 рублів, 1 червонець. На всіх банкнотах є напис російською мовою «Імператорський японський уряд», позначення номіналу цифрами і прописом, номер серії .
В останні роки війни ці купюри, які так і не знадобилися, були знищені, збереглася невелика кількість банкнот, які в даний час є рідкісними.
| Номінал       | 10 копійок    | 50 копійок | 1 рубль          | 5 рублів      | 1 червонець |
| ------------- | ------------- | ---------- | ---------------- | ------------- | ----------- |
| Колір аверсу  | Темно-зелений | Чайний     | Жовто-коричневий | Синьо-зелений | Індиго      |
| Колір реверсу | Темно-зелений | Чайний     | Темно-фіолетовий | Синьо-зелений | Індиго      |
| Розміри, мм   | 58 × 110      | 67 × 126   | 76 × 147         | 80 × 158      | 83 × 170    |

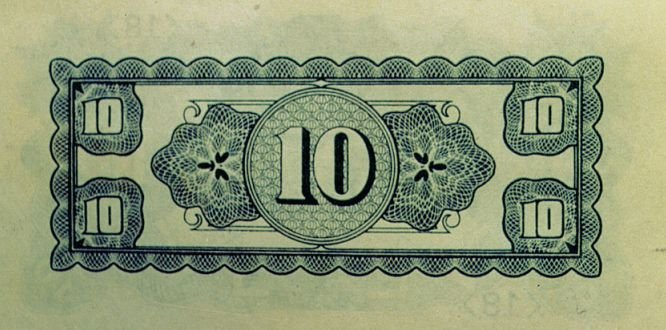
10 копійок
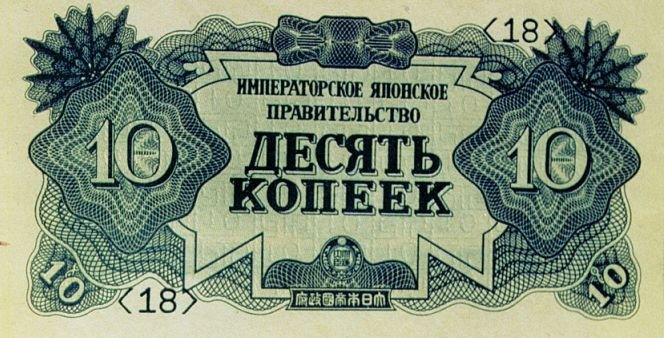
10 копійок
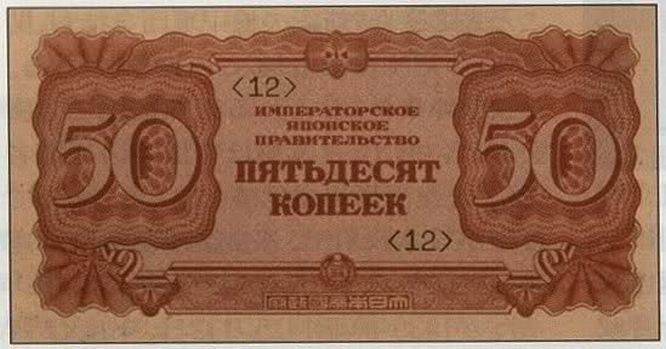
50 копійок
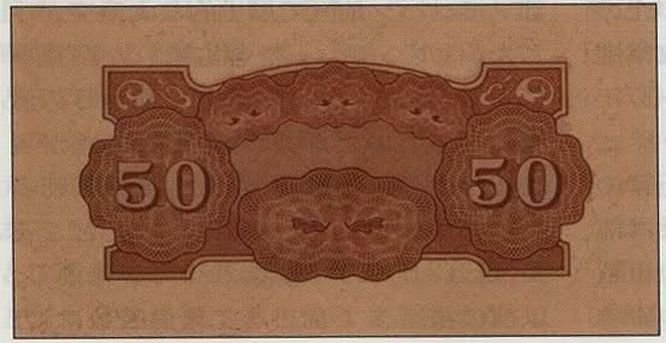
50 копійок
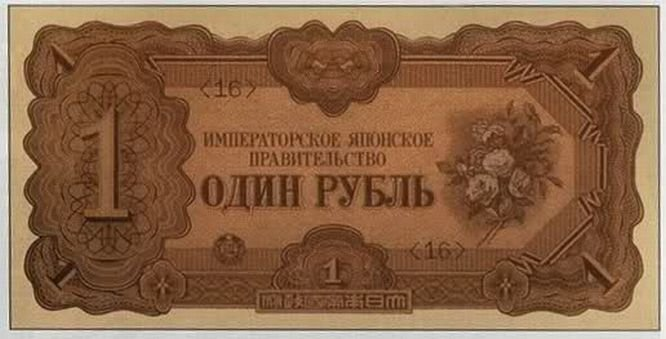
1 рубль

## Див. Також
- Окупаційні гроші Японської імперії